# Любен Йончев
Любен Спасов Йончев е кмет на Видин от 17 януари 1974 г. до май 1978 г.

## Биография
Роден е на 9 юни 1933 г. в Извор.
Умира на 3 август 2003 г.